# Závadka nad Hronom
Závadka nad Hronom és un poble i municipi d'Eslovàquia. Es troba a la regió de Banská Bystrica.

## Història
La primera menció escrita de la vila es remunta al 1611.

## Demografia
| Godina             | 1994 | 2004   | 2014   | 2024    |
| ------------------ | ---- | ------ | ------ | ------- |
| Nombre de persones | 2600 | 2468   | 2420   | 2099    |
| Diferència         |      | −5,07% | −1,94% | −13,26% |

| Godina             | 2023 | 2024   |
| ------------------ | ---- | ------ |
| Nombre de persones | 2103 | 2099   |
| Diferència         |      | −0,19% |